# 北緯26度線

アフリカでは、北緯26度線が西サハラとモーリタニアの国境の一部になっている。

北緯26度線（ほくい26どせん）は、地球の赤道面より北に地理緯度にして26度の角度を成す緯線。アフリカ、アジア、太平洋、北アメリカ、大西洋を通過する。この緯度の下では、夏至点時の可照時間は13時間46分で、冬至点時は10時間31分である。
西サハラとモーリタニアの国境の一部は北緯26度線である。

## 通過する地域一覧
北緯26度線は、本初子午線から東に向かって以下の場所を通っている。
| 地理座標                                               | 国土・領土・領海            | 備考 |
| ------------------------------------------------------ | --------------------------- | --- |
| 北緯26度0分 東経0度0分 / 北緯26.000度 東経0.000度      | アルジェリア                | |
| 北緯26度0分 東経9度32分 / 北緯26.000度 東経9.533度     | リビア                      | |
| 北緯26度0分 東経25度0分 / 北緯26.000度 東経25.000度    | エジプト                    | |
| 北緯26度0分 東経34度20分 / 北緯26.000度 東経34.333度   | 紅海                        | |
| 北緯26度0分 東経36度42分 / 北緯26.000度 東経36.700度   | サウジアラビア              | |
| 北緯26度0分 東経50度4分 / 北緯26.000度 東経50.067度    | ペルシャ湾                  | バーレーン湾 |
| 北緯26度0分 東経50度28分 / 北緯26.000度 東経50.467度   | バーレーン                  | |
| 北緯26度0分 東経50度38分 / 北緯26.000度 東経50.633度   | ペルシャ湾                  | バーレーン湾 |
| 北緯26度0分 東経51度2分 / 北緯26.000度 東経51.033度    | カタール                    | |
| 北緯26度0分 東経51度24分 / 北緯26.000度 東経51.400度   | ペルシャ湾                  | イラン・Bani Forurとシリ島の間を通過 大小トンブ島とアブー・ムーサー島（ イランが実効支配、 アラブ首長国連邦が領有権を主張）の間を通過                 |
| 北緯26度0分 東経56度4分 / 北緯26.000度 東経56.067度    | アラブ首長国連邦            | |
| 北緯26度0分 東経56度10分 / 北緯26.000度 東経56.167度   | オマーン                    | ムサンダム半島 |
| 北緯26度0分 東経56度25分 / 北緯26.000度 東経56.417度   | インド洋                    | オマーン湾 |
| 北緯26度0分 東経57度14分 / 北緯26.000度 東経57.233度   | イラン                      | |
| 北緯26度0分 東経61度48分 / 北緯26.000度 東経61.800度   | パキスタン                  | バローチスターン州 シンド州 |
| 北緯26度0分 東経70度5分 / 北緯26.000度 東経70.083度    | インド                      | ラージャスターン州 マディヤ・プラデーシュ州 ウッタル・プラデーシュ州 ビハール州 西ベンガル州                                                          |
| 北緯26度0分 東経88度9分 / 北緯26.000度 東経88.150度    | バングラデシュ              | |
| 北緯26度0分 東経89度32分 / 北緯26.000度 東経89.533度   | インド                      | 西ベンガル州 - 約4km |
| 北緯26度0分 東経89度35分 / 北緯26.000度 東経89.583度   | バングラデシュ              | |
| 北緯26度0分 東経89度49分 / 北緯26.000度 東経89.817度   | インド                      | アッサム州 メーガーラヤ州 アッサム州 ナガランド州 |
| 北緯26度0分 東経95度8分 / 北緯26.000度 東経95.133度    | ミャンマー                  | |
| 北緯26度0分 東経98度36分 / 北緯26.000度 東経98.600度   | 中華人民共和国              | 雲南省 貴州省 広西チワン族自治区 湖南省（広西チワン族自治区と湖南省の境界を何度か通過する） 江西省 福建省 — 福州市の南を通過する                      |
| 北緯26度0分 東経119度43分 / 北緯26.000度 東経119.717度 | 東シナ海                    | 尖閣諸島（ 日本が実効支配、 中華人民共和国・ 中華民国が領有権主張）の北を通過                                                                         |
| 北緯26度0分 東経127度40分 / 北緯26.000度 東経127.667度 | 太平洋                      | 日本・沖縄本島の南を通過 日本・北大東島の北を通過 アメリカ合衆国・ハワイ州・リシアンスキー島の南を通過 アメリカ合衆国・ハワイ州・レイサン島の北を通過 |
| 北緯26度0分 西経112度12分 / 北緯26.000度 西経112.200度 | メキシコ                    | バハ・カリフォルニア・スル州 |
| 北緯26度0分 西経111度20分 / 北緯26.000度 西経111.333度 | カリフォルニア湾            | |
| 北緯26度0分 西経111度10分 / 北緯26.000度 西経111.167度 | メキシコ                    | バハ・カリフォルニア・スル州 - カルメン島 |
| 北緯26度0分 西経111度5分 / 北緯26.000度 西経111.083度  | カリフォルニア湾            | |
| 北緯26度0分 西経109度26分 / 北緯26.000度 西経109.433度 | メキシコ                    | シナロア州 チワワ州 ドゥランゴ州 コアウイラ州 ヌエボ・レオン州 タマウリパス州                                                                         |
| 北緯26度0分 西経97度39分 / 北緯26.000度 西経97.650度   | アメリカ合衆国              | テキサス州 |
| 北緯26度0分 西経97度9分 / 北緯26.000度 西経97.150度    | メキシコ湾                  | |
| 北緯26度0分 西経81度45分 / 北緯26.000度 西経81.750度   | アメリカ合衆国              | フロリダ州 |
| 北緯26度0分 西経80度7分 / 北緯26.000度 西経80.117度    | 大西洋                      | |
| 北緯26度0分 西経77度24分 / 北緯26.000度 西経77.400度   | バハマ                      | 大アバコ島 |
| 北緯26度0分 西経77度11分 / 北緯26.000度 西経77.183度   | 大西洋                      | |
| 北緯26度0分 西経14度30分 / 北緯26.000度 西経14.500度   | 西サハラ                    | モロッコと サハラ・アラブ民主共和国が領有権主張 |
| 北緯26度0分 西経12度0分 / 北緯26.000度 西経12.000度    | 西サハラ・ モーリタニア国境 | |
| 北緯26度0分 西経8度40分 / 北緯26.000度 西経8.667度     | モーリタニア                | |
| 北緯26度0分 西経6度26分 / 北緯26.000度 西経6.433度     | アルジェリア                | |